# Parafia Świętego Krzyża w Srokowie
Parafia Świętego Krzyża w Srokowie erygowana została ponownie 5 kwietnia 1962 roku (przed reformacją należała do archiprezbiteratu sępopolskiego). Obecnie parafia należy do Dekanatu Kętrzyn.
W roku 1798 prowadzili tu misje księża z parafii w Świętej Lipce.
W miejscowym kościele Mszę świętą prymicyjną odprawił 15 czerwca 1980 r. ks. Cyryl Klimowicz. Cyryl Klimowicz jako biskup archidiecezji mińsko-mohylewskiej odprawił też tu Mszę świętą w 2001 roku przy udziale biskupa Jacka Jezierskiego.